# Île aux Cochons (îles Kerguelen)
Pour l’article homonyme, voir Île aux Cochons.
L'île aux Cochons est une île française de l'archipel des Kerguelen située dans le golfe du Morbihan au milieu d'un ensemble d'îles de taille comparable : du cimetière, longue, du chat, Blakeney, Penn, Inskip, Mayès, Verte...

## Description
Une cabane équipée permet aux scientifiques d'y résider pour leurs travaux.